# Уваров, Сергей Сергеевич
Серге́й Серге́евич Ува́ров (23 ноября 1885 — 22 ноября 1932) — бердичевский уездный предводитель дворянства в 1911—1917 гг., директор Киевского отделения Русского музыкального общества.

## Биография
Из потомственных дворян Волынской губернии. Сын губернского предводителя дворянства Сергея Аполлоновича Уварова и жены его Софии Владимировны Яшвиль.
По окончании Пажеского корпуса в 1905 году, причислился к 2-й экспедиции при канцелярии Министерства иностранных дел, где состоял до сентября 1910 года, когда перешел на службу в Министерство внутренних дел, будучи назначенным Изяславским уездным предводителем дворянства. В марте 1911 года был переведен на ту же должность в Бердичевский уезд и занимал её вплоть до революции 1917 года. Был любителем музыки и театра, в 1913 году был избран директором Киевского отделения Русского музыкального общества.
В эмиграции во Франции, жил в Париже. Выступал как пианист и танцор, работал тапером. Выступал в труппе Л. Л. Васильчиковой (1929—1931), в Театре драмы и комедии О. В. Барановской (1930) и в Русском зарубежном камерном театре (1931—1932). В 1931 году принимал участие в литературно-художественных вечерах Тургеневского артистического общества. Нуждался.
Умер в 1932 году в Париже. Похоронен на кладбище Тиэ.

## Семья
Первым браком был женат на Наталье Федоровне Терещенко (1890—1987), дочери сахарозаводчика Ф. А. Терещенка. Их дети: Наталья (род. 1911) и Сергей (1913—1982). Второй брак — с Софьей Михайловной Алфераки (1893—1953), дочерью камергера М. Н. Алфераки.